# Capoeira
Capoeira er fællesnavnet for en brasiliansk kampsport, der oprindeligt stammer fra Mende-folket fra Vestafrika og Congo-Angola-regionen,[kilde mangler] og senere blev importeret via slavehandelen til Brasilien, hvor den blev tilrettet og blandet til det, der i dag kendes som Capoiera. Capoeira er mest af alt en blanding af kamp, dans og leg.

## Historie
Da afrikanerne som følge af slavehandelen fra 1500-tallet kom til Brasilien, kombinerede de forskellige afrikanske former for kampkunst,[kilde mangler] og en del af de bevægelser, der bruges i Capoeira i dag, der stadig kan genkendes som stammedanse i Angola.
Capoeira udviklede sig i slutningen af 1800-tallet til et rituelt danse-kamp-spil.[kilde mangler] Området Bahia var efterhånden det eneste sted, hvor Capoeira blev udøvet – det blev officielt forbudt i 1892 i Brasilien,[kilde mangler] og uddøde langsomt i alle andre områder end her,[kilde mangler] hvorfor den også altid blev udøvet i det skjulte – Capoiera-udøveren blev derfor oftest set som en kriminel og oprører,[kilde mangler] hvilket også ofte var tilfældet, da Capoeira blev brugt i forbrydergrupper. Det var også i denne periode at legendariske udøvere som Besouro Cordao-de-Ouro fra Bahia, Nascimento Grande fra Recife og Manduca da Praia fra Rio, som i dag hyldes i Capoiera, dukkede op.
I 1974 blev Capoeira godkendt som nationalsport i Brasilien,[kilde mangler] og akademier og konkurrencer findes overalt i landet. Capoeira har i dag udviklet sig langt ud over Brasiliens grænser og er i vækst i mange lande over hele verden.[kilde mangler]

## Udførelse
Deltagerne, capoeiristas, står i en cirkel, roda, med to kombattanter inde i cirklen. Der spilles på en berimbau. Det er en "flitsbue" med en kalabas til resonans. Den kaldes "sjælen i Capoeira" og styrer tempoet/rytmen i kampdansen. Samtidig synges, klappes og spilles på tamborin/Pandeiro, klokker/agogo og trommer/atabaque. Der synges til og sangene er tirrende og handler blandt andet om kampdansen.
I kampdansen gælder det om at danse bedre end modstanderen, idéen er at absorbere modstanderens angreb, få det til at "forsvinde" eller blive ineffektivt ved at være meget hurtig og i stand til at lave et hurtigt modangreb. Det foregår med simulerede spark, slag, skaller og deslige. "Friendly fight" er det mest rammende for kampdansen, selvom den også kan udvikle sig til at være "unfriendly". Desuden må man kun røre jorden med hænder, fødder og hoved.
Capoeira kan foregå i et hæsblæsende tempo. Mestrene, maestro, dyrker det imidlertid oftest i slowmotion og kampen/dansen er nærmest en "drillende samtale". Dygtige capoeristas kan kæmpe på et bord, et lille hjørne el. lign.
Inden for Capoeira-kredse ligger vægten vidt forskelligt. Nogle koncentrerer sig om at udføre akrobatik, andre om kampsport og endelig fokuserer nogle på dansen. Capoeira dannede blandt andet grundlaget for breakdance.[kilde mangler]

### Strategier og teknikker
Malicia er en form for feje/drillende tricks. Det kan være en fingeret skade med henblik på at komme ud af cirklen, roda'en. Pludselig kan der sættes ind med et angreb – alt i en drillende facon – og kampen er aldrig færdig, førend den ene part er ude af cirklen.